# José Jordana y Morera
José Jordana y Morera (1836-1906) fue un ingeniero de montes español. Fue inspector general del Cuerpo de Ingenieros de Montes, primer presidente del Consejo Forestal por designación Real (marzo de 1901). Fue propuesta de encomienda de Carlos III, encomienda de número de Isabel la Católica, comendador de la Orden de la Legión de Honor (Francia) y caballero de la Orden de Leopoldo de Bélgica. 
Ingresó el 30 de septiembre de 1852 en la Escuela Especial de Ingenieros de Montes, situada en el castillo de Villaviciosa de Odón, donde era profesor Agustín Pascual González. El 20 de marzo de 1857 obtuvo con el número 1 de su promoción el título de ingeniero de montes. 
Al salir de la Escuela estuvo destinado en los distritos forestales de Cuenca-Albacete, donde parece ser que trabajó en la ordenación de los Montes de Paterna (Albacete), que sería una de las primeras de esa clase ejecutada en España y que marcó el origen de un servicio que tanto desarrollo ha tenido posteriormente. Después pasó a los distritos forestales de Jaén y Huesca, donde clasificó los montes públicos de la provincia . En 1859 fue ascendido y nombrado jefe de la Escuela de Prácticas de Ingenieros de Montes, en el Espinar (Segovia). Fue posteriormente jefe del distrito forestal de Zaragoza (1862) y de Lérida (1869). En 1870 fue trasladado a Madrid a la Comisión del Mapa Forestal de la Península, y en 1873 promovido a jefe de Primera Clase del Cuerpo de ingeniero de Montes. En 1887 fue nombrado secretario de la Junta Facultativa de Montes y en 1889 pasó a la Jefatura de la Comisión de repoblación forestal de la Cuenca del Lozoya, y ascendido al inspector general de primera clase del Cuerpo de Ingenieros de Montes. 
Ocupando ya el cargo de inspector realizó sobresalientes trabajos de estudio sobre las dunas y las arenas voladoras de España; realizando el primer catálogo de las mismas, según lo previsto en el Real Decreto de 6 de diciembre de 1896, o el estudio del desagüe del delta del Ebro en 1892. 
Una de las facetas más interesantes de José Jordana fueron las Comisiones de Estudio en el extranjero en las que participó y que le llevaron a la publicación de numerosos trabajos. Así, en 1877, estuvo seis meses en los Estados Unidos y, a su regreso, el Estado español editò al año siguiente su monografía La agricultura y los montes de los Estados Unidos. En 1881 representó a España en el Congreso científico de Argel, y encargado del estudio de la Exposición Agrícola Forestal del mismo año, resultado del cual fue la aparición de los libros Los alcornocales y la industria corchera en Argel (1883) y la producción agrícola y forestal de la Argelia en el Congreso de Argel de 1881. 
Su nombre va también unido a su participación en los grandes exposiciones universales de la época, donde participó en las nacionales y representó a España en las celebradas en el extranjero. Así por ejemplo fue designado secretario de la Comisión Regia y jurado superior de la Exposición Universal de París (1900), secretario de la Comisión General Permanente de Exposiciones (agosto de 1895) y vocal en las Exposiciones Universales de Zaragoza (1868), Filadelfia (1876), Ámsterdam (1883), Islas Filipinas (1887), Barcelona (1888), París (1889).  Además de su gran contribución científica, José Jordana, dotado de una gran cultura, fue también un gran aficionado a la literatura, siendo poeta y autor teatral, amigo del Doctor Thebussem y de Hartzenbusch, llegando a publicar distintos libros e incluso en 1900, su obra Diccionario de voces forestales, donde todas los vocablos fueron confrontados con el Diccionario de la Real Academia Española y que esta corporación consultó para la reforma del Diccionario español de la lengua. 
En marzo de 1901, fue nombrado por designación Real en 1901 primer presidente del Consejo Forestal. En ese puesto llegó al puesto más alto del escalafón de Montes al haber sufrido la Administración Forestal, y muy especialmente la Junta de Montes, una radical transformación. El Consejo Forestal respondía a las nuevas necesidades del servicio, dejando acreditada la actividad del mismo y pudiendo asegurar que con sus últimos trabajos oficiales puso digno remate a una labor de más de cuarenta y seis años dedicados al Servicio de Montes, jubilándose voluntariamente en enero de 1904.

 
En 1876, con Sebastián Vidal, solicita al ministro de Ultramar el proyecto y presupuesto de gastos con destino al personal de la comisión para el estudio de la producción forestal en los EE. UU. En el mismo año, Jordana y Morera visita la exposición universal de Filadelfia.
Fue comisario real de la Exposición Universal de Barcelona (1888).
Hermano del también ingeniero de montes Ramón Jordana y Morera (1840-1900).

## Obras
- Apuntes bibliográficos-forestales, ó sea breve resumen de los libros, folletos, artículos, impresos, manuscritos, etc (1873)
- Los Montes y la colonización en Australia, Tasmania y Nueva Zelandia... (1878)
- La producción agrícola y forestal de la Argelia en el concurso de Argel de 1881 (1882)
- Notas sobre los alcornocales y la industria corchera de la Argelia (1884)
- Nota sobre los alcornocales y la industria corchera (1885)
- Algunas voces forestales y otras que guardan relación con las mismas (Imprenta de Ricardo Rojas, 1900)